# Saint-Père-en-Retz
Saint-Père-en-Retz là một xã thuộc tỉnh Loire-Atlantique, trong vùng Pays de la Loire ở phía tây nước Pháp. Xã này nằm ở khu vực có độ cao trung bình 14 mét trên mực nước biển. Theo điều tra dân số năm 2008 của INSEE, xã có dân số 4226 người.